# 遠藤日向
遠藤 日向（えんどう ひゅうが、1998年8月5日 - ）は、福島県郡山市出身の陸上競技選手。専門は中距離走 ・長距離走。郡山市立郡山第四中学校、学校法人石川高等学校卒業。住友電工陸上競技部所属。

## 経歴・人物
5000m室内、5km日本最高記録保持者。
兄の影響を受け小学校4年生で陸上を始める。
中学校3年時には全日本中学校陸上競技選手権大会・ジュニアオリンピック陸上競技大会3000mでそれぞれ優勝。
高校は学校法人石川高等学校に進学し、松田和宏監督の指導の下、国体で3連覇、インターハイでは2年時から2年連続5000m日本人首位、3年時には1500mでも優勝した。高校2年生から3年生の冬まで、同世代の選手相手に公式戦で負けなしという実績を誇り、3年時の2016年全国高校駅伝でも活躍が期待されたが、インフルエンザのために出場を断念した。年明けの2017年都道府県対抗男子駅伝では、年末のインフルエンザの影響もあり、1区で区間13位と久しぶりに同世代相手に敗北を喫したが、高校在学中に世界ユース陸上競技選手権大会・世界U20陸上競技選手権大会に日本代表として出場したほか、5000m13分台を史上最多の7回記録するなど、圧倒的な強さで名を馳せた。
高校卒業後は、住友電工監督で、早稲田大学監督時に大迫傑・竹澤健介らオリンピックランナーを指導した実績を持つ渡辺康幸から「うちに来れば絶対に強くなる」と勧誘を受け、大学には進学せず実業団の道へ進む。2020年東京オリンピックや、その先の2024年パリオリンピックでの活躍を目指しての決断であった。2018年元日のニューイヤー駅伝では1区を任せられ集団前方でレースを展開。ラストでは全日本大学駅伝・箱根駅伝1区で区間賞獲得経験のある東洋大学卒のルーキー服部弾馬（トーエネック）とのスパート合戦に競り勝ち、高卒ルーキーながら年上の選手たちをことごとく打ち破り区間賞を獲得した。
2018年以降も安定した実績を残し、2019年の2月には5000mの室内日本記録を更新する。それ以降も毎年少しずつ記録を更新し、2022年の5月に5000ｍで世界選手権の標準記録を破り、同年6月の日本選手権で優勝を果たし、オレゴン世界陸上選手権出場を決めた。2023年6月の日本選手権では怪我の影響もあり塩尻和也に破れるも、その約1ヶ月後のアジア陸上選手権では見事金メダルに輝き、2年連続の世界陸上となるブダペスト世界陸上選手権への切符を掴み取った。

## 主な戦績
| 年   | 大会                                              | 種目（区間）    | 順位     | 記録       | 備考              |
| ---- | ------------------------------------------------- | --------------- | -------- | ---------- | ----------------- |
| 2013 | 第40回全日本中学校陸上競技選手権大会              | 3000m           | 優勝     | 8分44秒46  |                   |
| 2013 | 第44回ジュニアオリンピック陸上競技大会            | 3000m           | 優勝     | 8分31秒26  |                   |
| 2014 | 第19回天皇盃全国都道府県対抗男子駅伝競走大会      | 2区（3.0km）    | 区間2位  | 8分38秒    |                   |
| 2014 | 第69回国民体育大会                                | 少年B3000m      | 優勝     | 8分17秒22  |                   |
| 2014 | 第65回全国高校駅伝競走大会                        | 3区（8.1075km） | 区間13位 | 24分22秒   |                   |
| 2015 | 第20回天皇盃全国都道府県対抗男子駅伝競走大会      | 1区（7.0km）    | 区間14位 | 20分27秒   |                   |
| 2015 | 2015年世界ユース陸上競技選手権大会                | 3000m           | 5位      | 8分26秒96  |                   |
| 2015 | 平成27年度全国高等学校総合体育大会                | 5000m           | 3位      | 14分02秒72 | 日本人首位        |
| 2015 | 第70回国民体育大会                                | 少年A5000m      | 優勝     | 14分09秒21 | 国体2連覇         |
| 2015 | 第66回全国高校駅伝競走大会                        | 3区（8.1075km） | 区間4位  | 23分51秒   | 日本人トップ      |
| 2016 | 第21回天皇盃全国都道府県対抗男子駅伝競走大会      | 1区（7.0km）    | 区間賞   | 20分04秒   |                   |
| 2016 | 第100回日本陸上競技選手権大会                     | 1500m           | 4位      | 3分48秒28  |                   |
| 2016 | 2016年世界U20陸上競技選手権大会                   | 5000m           | 13位     | 14分08秒38 |                   |
| 2016 | 平成28年度全国高等学校総合体育大会                | 1500m           | 優勝     | 3分47秒75  |                   |
| 2016 | 平成28年度全国高等学校総合体育大会                | 5000m           | 3位      | 14分07秒87 | 2年連続日本人首位 |
| 2016 | 第71回国民体育大会                                | 少年A5000m      | 優勝     | 13分58秒35 | 国体3連覇         |
| 2016 | 第5回日本記録挑戦会兼住友電工杯                   | 3000ｍ          | 優勝     | 7分59秒18  | 日本高校記録      |
| 2017 | 第22回天皇盃全国都道府県対抗男子駅伝競走大会      | 1区（7.0km）    | 区間13位 | 20分30秒   |                   |
| 2017 | 第101回日本陸上競技選手権大会                     | 1500m           | 2位      | 3分50秒46  |                   |
| 2017 | ホクレンディスタンスチャレンジ2017北見大会        | 3000m           | 3位      | 7分54秒79  | U20日本記録       |
| 2017 | 第60回関西実業団対抗駅伝競走大会                  | 3区（10.87km）  | 区間賞   | 31分06秒   |                   |
| 2018 | 第62回全日本実業団対抗駅伝競走大会                | 1区（12.3km）   | 区間賞   | 34分55秒   |                   |
| 2018 | 第23回天皇盃全国都道府県対抗男子駅伝競走大会      | 3区（8.5km）    | 区間4位  | 24分13秒   |                   |
| 2018 | 第101回日本陸上競技選手権大会クロスカントリー競走 | シニア10km      | 14位     | 30分32秒   |                   |
| 2018 | 第102回日本陸上競技選手権大会                     | 5000m           | 2位      | 14分24秒30 |                   |